# 鲁长豪
鲁长豪（1935年—1995年），男，汉族，浙江杭州人，中国医学家，曾任四川医学院教授、博士生导师，国务院学位委员会第二届学科评议组成员。